# Agyagfalvi gyűlés

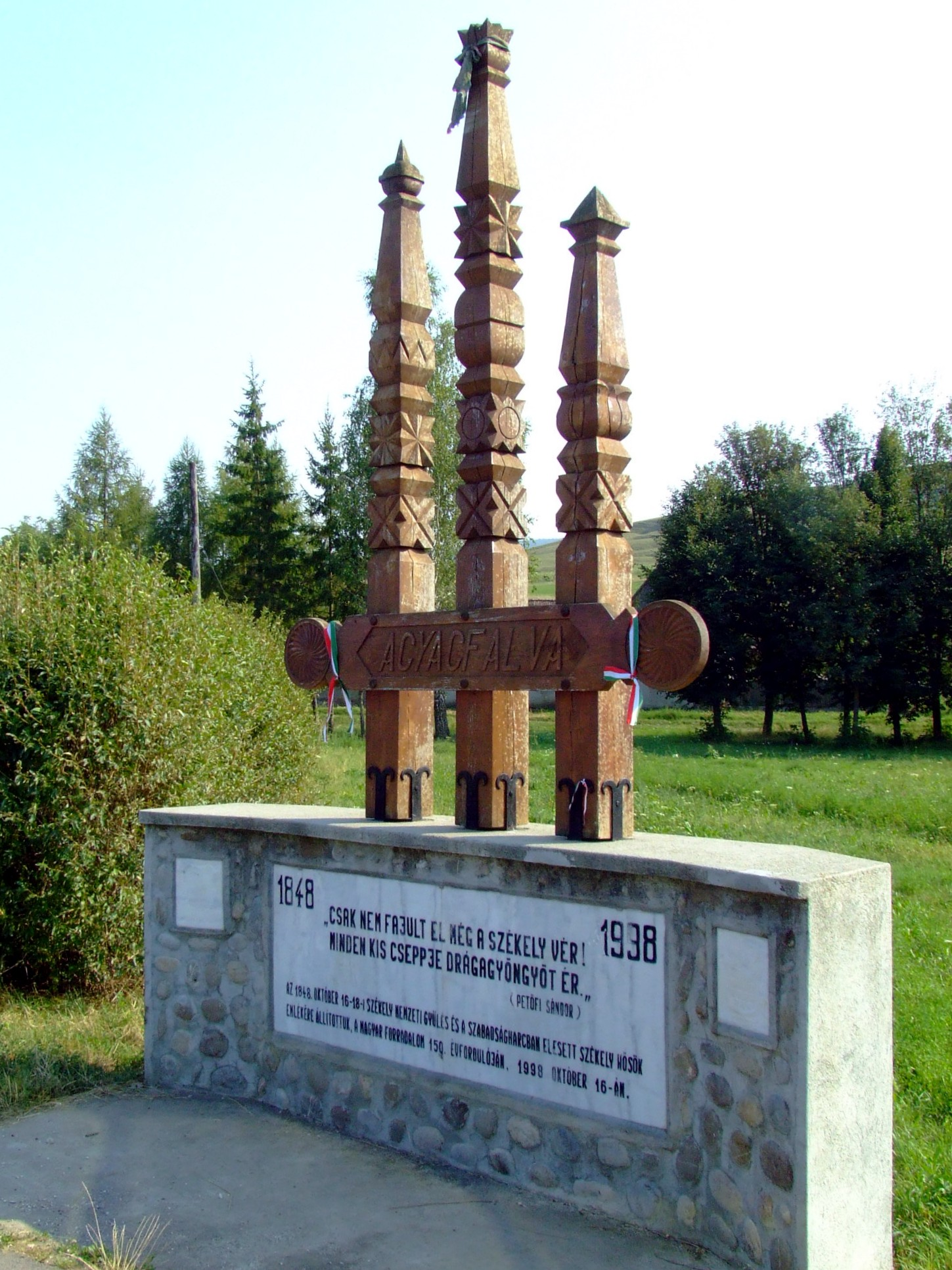
A gyűlés helyszínén 1998-ban állított emlékmű

Az 1848. október 16–18-án a hargitai Agyagfalván megtartott székely nagygyűlésen mondta ki a mintegy 60 000 egybegyűlt, hogy kiállnak a magyar kormány és az Erdélyt Magyarországgal egyesítő törvény mellett. A békésen indult gyűlésen 17-én elterjedt a híre, miszerint a Partiumban román népfelkelők magyarokra támadtak, és ez arra sarkallta a jelenlévőket, hogy hadba szálljanak. Az agyagfalvi gyűlés jelentette tehát a székely népfelkelés kezdetét, székelység csatlakozását az 1848–49-es szabadságharchoz.

## Előzmények
A három nemzetiségű Erdélyben 1848 októberére igen feszültté vált a magyar szabadságharcot támogatók és az azzal szemben állók közötti ellentét. A szűkebb értelemben vett Magyarország és Erdély unióját ellenző erdélyi románok és szászok immár nyíltan fegyverkeztek, és mellettük állt a beszterce-naszódi határőrezred parancsnoka, Karl Urban. Velük szemben Erdélyben egyes városok magyar (valamint kisebb részben német és örmény) lakossága, a székelység és a vármegyék szórvány magyarsága állt. Az érzékeny egyensúlyt Puchner tábornok tartotta fenn, aki egyelőre nem fordult nyíltan a magyar kormány ellen.
Ebben a helyzetben hívta össze Berzenczey László marosszéki képviselő a székelyek gyűlését október 16-ára. Az ősi (de már régen nem gyakorolt) szokást felelevenítve a résztvevők fegyveresen jelentek meg a gyűlésen. Az összegyűltek között minden osztály képviseltette magát, a nemrég felszabadított volt jobbágyoktól kezdve a köznemeseken át a primorokig. Megjelentek a székely ezredek is, amelyek Puchner engedélyével voltak jelen, bár az engedélyt a lázongó közhangulatra hivatkozva harcolták ki a székely ezredesek.

## A gyűlés határozatai
A gyűlésen résztvevők az egész székelység nevében felesküdtek a magyar kormányra. Kinyilvánították, hogy a székely nép hajlandó védelmére kelni akármelyik népnek, amelyiknek jogai sérülnek, ugyanakkor elvárják, hogy a románok és a szászok „a két magyar hazát egyesítő és a király által szentesített törvény előtt meghajoljanak.”
A gyűlés meghívója hangsúlyozza az áprilisi törvények társadalmi egyenlőségre vonatkozó cikkelyei, így a jog előtti egyenlőség, a jobbágyfelszabadítás, a közteherviselés fontosságát. Ez azonban a gyűlés határozatai között a többi tennivaló mellett kevés szerepet kapott.
Határoztak egyben a magyar honvédség mintájára székely hadsereg felállításáról, melynek parancsnokának Sombori Sándor huszárezredest nevezték ki. Elrendelték egyben a 19 és 25 év közötti ifjak általános hadkötelezettségét.
A második napon híre jött, hogy a Partiumban román népfelkelők császári felbujtásra magyar falvakra támadtak. Erre válaszul a székelyek azonnal négy dandárt alakítottak, és táborba szálltak. Eközben Puchner nyíltan a magyarok ellen fordult.